# Монтевідео Мару
Монтевідео Мару (яп. もんてびでお丸) — торгове судно Японської імперії. Спущене на воду в 1926 році, використовувалося як військовий транспорт під час Другої світової війни. Його потопив американський підводний човен USS Sturgeon 1 липня 1942 року. Тоді загинули 1054 людини, в основному австралійські військовополонені і цивільні, яких транспортували з Рабаула, колишньої австралійської території у Новій Гвінеї, на Хайнань. Затоплення вважається найтрагічнішою морською катастрофою в історії Австралії. Уламки Montevideo Maru виявили 18 квітня 2023 року.

## Довоєнна історія
Montevideo Maru був одним із трьох кораблів (поряд із Santos Maru та La Plata Maru) судноплавної лінії Osaka Shosen Kaisha (OSK), побудованих для транстихоокеанського сполучення з Південною Америкою. Корабель був побудований на верфі Mitsubishi Zosen Kakoki Kaisha в Нагасакі та спущений на воду в 1926 році У довжину він сягав 130 м та 17 метрів завширшки. Приводився в дію двома шестициліндровими дизельними двигунами Mitsubishi- Sulzer 6ST60, які виробляли загальну потужність 3400 кВат. Досягав швидкості 14,5 вузлів (26,9 км/год). До війни корабель служив як пасажирсько-вантажне судно, курсуючи в основному між Японією та Бразилією, перевозячи японських емігрантів.

## Під час Другої світової війни
Монтевідео Мару брав участь у вторгненні в Макассар на Сулавесі (тоді Целебес) з 6 по 16 лютого 1942 року. Він виконав кілька транспортних місій.

### Загибель
22 червня 1942 року, приблизно через чотири місяці після захоплення Рабаула японцями, на Монтевідео Мару завантажили 1054 в'язнів (переважно австралійців і, можливо, деяких новозеландців). Корабель прямував з порту Рабаула без військового супроводу до китайського острова Хайнань. 30 червня 1942 року біля північного узбережжя Філіппін його помітив американський підводний човен USS Sturgeon.
Підводний човен переслідував його, але не міг вистрілити, оскільки ціль рухалася зі швидкістю 17 вузлів (31 км/год). Монтевідео Мару сповільнився приблизно до 12 вузлів (22 км/год) опівночі, щоб очікувати зустрічі з ескортом двох міноносців. Не знаючи, що корабель перевозив військовополонених і цивільних осіб союзників, USS Sturgeon випустила чотири торпеди по Монтевідео Мару перед світанком 1 липня 1942 року. Щонайменше одна торпеда влучила, через 11 хвилин судно набралося води й затонуло. Австралійці у воді співали " Auld Lang Syne " своїм товаришам, які опинилися в пастці, коли корабель тонув.
Затоплення вважається найгіршою морською катастрофою в історії Австралії. Номінальний список, наданий урядом Японії в 2012 році, показав, що загалом 1054 в'язні (178 унтер-офіцерів, 667 солдатів і 209 цивільних) загинули на Монтевідео Мару. Серед загиблих 35 моряків з норвезького торгового судна Herstein. Згідно зі звітом з 88 членів команди Монтевідео Мару 'вижили близько 17 членів екіпажу та 3 охоронців, хоча також стверджується, що загалом їх було 17.

## Відкриття затонулого судна
Наприкінці січня 2010 року федеральний член парламенту Стюарт Роберт закликав тодішнього прем'єр-міністра Австралії Кевіна Радда підтримати пошуки Монтевідео Мару так само, як він підтримав пошуки AHS Centaur.
18 квітня 2023 року уламки Montevideo Maru були виявлені на глибині понад 4000 м у Південно-Китайському морі, біля північно-західного узбережжя острова Лусон. Директор Silentworld Foundation Джон Малленс заявив у своїй заяві, що це місце не будуть турбувати, оскільки це військова могила.